# Симптом Германа
Симптом Германа (англ. Herman's sign; також Симптом «шия — великий палець стопи») — один із менінгеальних симптомів.

## Сутність
Під час неврологічного обстеження хворого з менінгеальним синдромом при  перевірці симптому ригідності потиличних м'язів пасивне згинання голови хворого, який лежить на спині з витягнутими ногами, спричиняє розгинання великих пальців стоп.

## Етимологія
Симптом вперше описав і ввів у медичну практику польський невролог Евфеміуш Герман.